# Exechonella gigantea
Exechonella gigantea är en mossdjursart som beskrevs av Cook 1967. Exechonella gigantea ingår i släktet Exechonella och familjen Exechonellidae. Inga underarter finns listade i Catalogue of Life.